# Aecidium guatteriae
Aecidium guatteriae é uma espécie parasita de plantas, sendo associada a hospedeiros das famílias Annonaceae, incluindo Guatteria Ruiz & Pav. e Guatteria schomburgkiana Mart. É nativa do Brasil, com ocorrências confirmadas nas regiões Norte (Amazonas, Pará) e Sudeste (Minas Gerais, Rio de Janeiro). A informação sobre seu endemismo ainda é desconhecida.  